# Герд Кише
Герд Кише (Тетеров, 23. октобар 1951) бивши је источнонемачки фудбалер. 

## Биографија
У каријери је наступао за Ханзу из Ростока, од 1969. до 1982. године.
За репрезентацију Источне Немачке је одиграо 59 утакмица. Као члан олимпијског тима Источне Немачке, освојио је златну медаљу на играма у Монтреалу 1976. године. Учествовао је на ФИФА Светском првенству 1974. године у Западној Немачкој.

## Успеси

### Репрезентација
Источна Немачка
- Олимпијске игре: златна медаља Монтреал 1976.